# Cynaeda allardalis
Cynaeda allardalis is een vlinder uit de familie van de grasmotten (Crambidae). De wetenschappelijke naam van deze soort is voor het eerst voorgesteld als Orobena allardalis door Charles Oberthür in een publicatie uit 1876.
De soort komt voor in Algerije.